# Ґеорґ Мухе
Ґеорґ Мухе (нім. Georg Muche; 8 травня 1895, Кверфурт — 26 березня 1987, Ліндау) — німецький художник, архітектор і графік.

## Життя та творчість
Ще в юності, під час шкільного навчання Георг Мухе серйозно займався живописом і графікою, копіює твори відомих майстрів. У 17-річному віці Мухе залишає школу і бере в Мюнхені приватні уроки живопису. У 1914 приїжджає до Берліна, де входить до групи художників, які представляли галерею Герварта Вальдена «Der Sturm». 
У 1916 році Вальден спільно з Максом Ернстом організовує для юного Мухе виставку з 22 його робіт. Незважаючи на відсутність системної художньої освіти, школа мистецтв при групі «Sturm» високо оцінила талант Мухи та прийняла його у вересні 1916 року викладачем. У 1917 році Мухе бере участь в подальших виставках галереї «Sturm», поряд з Паулем Клее і Олександром Архипенком.
У 1918 році художник призивається до німецької армії і бере участь в останніх боях Першої світової війни, що робить його переконаним пацифістом. Після 1919 року Мухе живе в Берліні; він стає членом лівої Листопадової групи художників і бере участь у її виставках в 1927–1929 роках. 
У 1920 році Мухе запрошується Вальтером Ґропіусом до школи Баугауз у Веймарі, де викладає ксилографію, а потім, в 1921–1927 роках керує класом ткацтва. У 1923 році очолює комісію з організації першої виставки «Баугауза». 
У 1925–1926 роках, спільно з архітектором Ріхардом Пауліком, проєктує «Сталевий дім» (Stahlhaus) в Дессау.
У 1927 році художник повертається до Берліна і до 1930 року викладає там у приватній школі Йоганнеса Іттена, з яким Мухе пов'язували давні дружні і творчі зв'язки. Крім цього, Іттен і Мухе обидва слідували вченню маздазнан, заснованого на зороастризмі східного культу. 
У 1931–1933 роках Георг Мухе — професор живопису в Академії мистецтв Бреслау. Після приходу в Німеччині до влади націонал-соціалістів роботи художника були віднесені до творів дегенеративного мистецтва. Згідно з декретом Геббельса від 30 липня 1937 року 13 полотен Мусі були конфісковані, і два з них виставлені в тому ж році на виставці «дегенеративного мистецтва» в Мюнхені.
До 1938 року Мухе працює викладачем в школі «Мистецтво і праця» в Берліні, займається настінним розписом. З 1939 року — в Крефельді, куди був запрошений Іттеном до Вищої спеціальної школи текстильної майстерності. Тут Мухе засновує і керує класом з розпису тканин (аж до 1958). У 1960 році художник переїздить до Ліндау (на Боденському озері), де веде життя вільного художника і письменника.
У 1955 році Георг Мухе бере участь у виставці сучасного мистецтва «documenta» I в Касселі. У 1979 році нагороджений премією Ловіса Корінта.